# Iulio Bona
Iulio Bona era una ciutat de la Gàl·lia Belga habitada pels calets que ocupaven l'actual Pays de Caux. Els Itinerarium romans indiquen diverses vies des d'aquesta ciutat, una cap a Rotomagus (Rouen) a través de Breviodurum (Brionne), i una altra, que també passava per Breviodurum, fins a Noviomagus (Lisieux).
A l'edat mitjana es va dir Illebona i era la residència preferida dels ducs de Normandia. Guillem el Conqueridor hi tenia un castell en el que residia sovint. Actualment es diu Lillebonne i és a la riba del Bolbec. S'han trobat restes de la via romana, un teatre, tombes, medalles i altres antiguitats.